# Полонистое
Полонистое (укр. Полонисте) — село в Перегоновской сельской общине Голованевского района Кировоградской области Украины.
Население по переписи 2001 года составляло 414 человек. Почтовый индекс — 26523. Телефонный код — 5252. Занимает площадь 1,723 км². Код КОАТУУ — 3521486004.

## Известные уроженцы
- Сиволап, Пётр Спиридонович (род. 1929) — украинский писатель-юморист, сатирик.